# 库尔琴科村委员会
库尔琴科村委员会（俄语：Курченский сельсовет）是俄罗斯联邦阿斯特拉罕州纳里马诺夫区所属的一个村委员会。其下辖有2个居民点，行政中心为库尔琴科。据2015年统计，该村委员会的人口为664人。